# Oficerowie kontraktowi II RP
Oficer kontraktowy II RP – oficer nie posiadający obywatelstwa polskiego, odbywający służbę w Wojsku Polskim na podstawie indywidualnego kontraktu.
Pierwszymi oficerami kontraktowymi w Wojsku Polskim byli oficerowie francuscy, skierowani w 1919 do armii polskiej w charakterze instruktorów i doradców. Ich służbę sankcjonował rozkaz Ministerstwa Spraw Wojskowych z 31 grudnia 1919 o zasadach służby wojskowej w armii II RP. Kolejnym aktem prawnym była ustawa O podstawowych prawach i obowiązkach korpusu oficerskiego z 23 marca 1922 r. Uzależniała ona zawarcie kontraktu od zgody Prezydenta RP (art. 3). Ponadto stawiała warunek, że nie należy przyjmować do armii polskiej obywateli tych krajów, które zajmują wrogie stanowisko wobec państwowości polskiej.
Kolejnymi oficerami byli gruzińscy oficerowie kontraktowi, przyjęci w 1921. Początkowo sądzono, że pobyt Gruzinów w Wojsku Polskim będzie krótki, jednak szybki upadek powstania gruzińskiego w sierpniu 1924, i następujące po nim represje spowodowały konieczność pozostania oficerów w Polsce. W związku z tym około roku 1925 opracowano jednolite kryteria przyjmowania oficerów kontraktowych z krajów prometejskich. Z racji na stanowisko Narodowej Demokracji, sprawującej w latach 1923-1926 władzę w ramach koalicyjnych rządów centroprawicowych, lub rządów parlamentarnych popieranych przez centroprawicę, zdecydowano się nie przyjmować oficerów ukraińskich, białoruskich (oskarżanych o antypolonizm) oraz ormiańskich (oskarżanych o rusofilstwo), pomimo że Ustawa o powszechnym obowiązku służby wojskowej z 23 lutego 1924 r. dopuszczała możliwość służby bezpaństwowców z paszportami nansenowskimi.
W 1924 sprecyzowano zasady przyjmowania żołnierzy kontraktowych. Podstawą był wniosek o przyjęcie do służby liniowej, wniesiony do Oddziału V Sztabu Generalnego Wojska Polskiego, a pozytywnie zaopiniowany wcześniej przez władze emigracyjne danego kraju. Dodatkowo w przypadku podchorążych wymagano ukończenia polskiej szkoły oficerskiej. Oprócz tego wymagano zgody służb specjalnych i odpowiedniego departamentu Ministerstwa Spraw Wojskowych, zezwolenia Prezydenta RP i ustalenia warunków kontraktu.
Warunki kontraktu określono w okólniku Ministerstwa Spraw Wojskowych z 4 listopada 1924. Umowa cywilnoprawna precyzowała następujące warunki:
- stopień wojskowy (każda zmiana stopnia wymagała nowego kontraktu)
- okres obowiązywania kontraktu (od 3 do 24 miesięcy)
- rodzaj i wysokość uposażenia
- rodzaj świadczeń medycznych
- czas trwania urlopów
- przejazdy środkami komunikacji
- termin wypowiedzenia kontraktu (od 1 do 3 miesięcy, w przypadku braku wymówienia automatyczne przedłużenie kontraktu o 3 do 6 miesięcy)
- prawo do emerytury (początkowo kontraktowi nie posiadali tego prawa, od 1925 wprowadzono jednak emerytury na podstawie wysługi lat)

Po roku 1926 dodano warunek automatycznego zerwania kontraktu w przypadku rezygnacji z paszportu nansenowskiego lub nabycia polskiego obywatelstwa. W tym przypadku oficer uzyskiwał jednak prawo do ubiegania się o nadanie statusu żołnierza zawodowego lub o przeniesienie do rezerwy na zasadach ogólnych.
Po przewrocie majowym i dojściu do władzy Józefa Piłsudskiego prezydent Ukraińskiej Republiki Ludowej na uchodźstwie Andrij Liwicki i generał armii URL Wołodymyr Salski wystosowali 4 sierpnia 1926 na ręce Piłsudskiego memorandum, w którym proszono o możliwość pełnej aktywizacji ukraińskiego wychodźstwa no polu polityczno-wojskowym. Nota spotkała się z przychylnym stosunkiem Piłsudskiego i w konsekwencji na przełomie 1926/27 odbyły się rozmowy polityczne z emigracyjnymi władzami URL. Ze strony polskiej uczestniczyli w nich Juliusz Łukasiewicz, naczelnik Wydziału Wschodniego Ministerstwa Spraw Zagranicznych i Tadeusz Hołówko. W rezultacie rozmów 28 lutego 1927 utworzono w Polsce tajną komórkę przy sztabie ministra spraw wojskowych (którym był Józef Piłsudski), złożoną z oficerów ukraińskich i działającą jako Sztab Wojskowo-Powstańczy Armii Ukraińskiej Republiki Ludowej. Sztab działał do 1939 roku, a jego szefem był gen. Wiktor Kuszcz, a następnie gen. Pawło Szandruk. Od roku 1928, w ramach tych działań rozpoczęto przyjmowanie do służby w Wojsku Polskim ukraińskich oficerów kontraktowych.

## Literatura
- Robert Potocki,  Idea restytucji Ukraińskiej Republiki Ludowej (1920-1939) Wydawnictwo: Instytut Europy Środkowo-Wschodniej, Lublin 1999; ISBN 83-85854-46-0, rozdziały książki dotyczące wojny 1920 i planów strategicznych tworzenia armii URL w latach trzydziestych: Idea restytucji Ukraińskiej Republiki Ludowej (1920-1939).
- Robert Potocki - „Polityka państwa polskiego wobec zagadnienia ukraińskiego w latach 1930-1939”, Lublin 2003, ISBN 83-917615-4-1
- Listy dotyczące osób pochodzenia kaukaskiego służących w Wojsku Polskim i działaczy ruchu prometejskiego, przechowywane w polskich archiwach w Londynie